# Frédéric de Janzé
Le comte Frédéric de Janzé (Paris, 28 février 1896 - Baltimore, 24 décembre 1933) est un sportif et écrivain français.

## Biographie
Frédéric de Janzé est le fils du comte Léon de Janzé et de Moya Hennessy, fille du peintre irlandais William John Hennessy. Il fait ses études à l'université de Cambridge ; durant la Première Guerre mondiale, il sert dans l'armée de l'air française.
Il rencontre Alice Silverthorne, une héritière américaine, à Paris en 1921 et, en septembre de la même année, ils se marient à Chicago. En 1925, le couple devient ami de Josslyn Hay, comte d'Erroll et de sa femme, Idina Sackville qui les invitent à séjourner au Kenya ; ils intègrent la communauté de la Vallée Heureuse, connue pour sa consommation de drogue et d'alcool et ses mœurs de promiscuité sexuelle,. Frédéric de Janzé relate dans un livre, Vertical Land, publié en 1928, son expérience en cet endroit. Il donne un portrait des membres de la communauté et une description psychologique de son épouse. Frédéric et Alice retournent dans la Vallée Heureuse en 1926. Frédéric s'occupe en chassant le lion tandis qu'Alice entame une relation amoureuse avec un aristocrate britannique, Raymond Vincent de Trafford. L'engouement d'Alice pour de Trafford est tel que le couple tente de s'enfuir, avant de revenir rapidement. Frédéric est au courant des infidélités de son épouse, mais ne semble pas s'en préoccuper ; cependant, plusieurs années après, il qualifie le triangle amoureux avec de Trafford de « triangle infernal ». Sous la pression de sa famille, Frédéric demande rapidement le divorce. Le 25 mars 1927, à la gare du Nord à Paris, Alice de Janzé tente de tuer Raymond de Trafford puis de se suicider. À la suite, le divorce est accordé à Frédéric de Janzé, qui obtient la garde de ses deux filles, le 15 juin 1927,.
En janvier 1930, il se marie avec Genevieve Willinger, de Washington, veuve de Thomas Jefferson Ryan,. Il est connu en tant que chasseur de gros gibier et a écrit des livres sur le protectorat français au Maroc. Il meurt de septicémie en 1933,.

## Œuvres
- (en) Vertical Land, Londres, Duckworth, 1928 (lire en ligne).
- (en) Tarred With the Same Brush, Londres, Duckworth, 1929 (lire en ligne).